# Участок 24 км
Участок 24 км, Участок 24 километр — посёлок в Заводоуковском районе Тюменской области России. В рамках организации местного самоуправления находится в Заводоуковском городском округе.

## География
Поселок находится в 32 километрах к северо-востоку от города Заводоуковска. на берегу реки Коктюль

### Часовой пояс
Поселок Участок 24 км, как и вся Тюменская область, находится в часовой зоне МСК+2. Смещение применяемого времени относительно UTC составляет +5:00.

## Население
| 2010 |
| ---- |
| 5    |

## Инфраструктура
Отсутствует